# لاري براون
لاري براون هو لاعب هوكي الجليد كندي، ولد في 14 أبريل 1947 في براندون في كندا.

## وصلات خارجية
- لاري براون على موقع دوري الهوكي الوطني (الإنجليزية)
- لاري براون على موقع قاعة مشاهير الهوكي (لاعب أن.إتش.أل) (الإنجليزية)
- لاري براون على موقع HockeyDB.com (الإنجليزية)
- لاري براون على موقع Hockey-Reference.com (الإنجليزية)